# Vila Grivec
Vila Grivec je funkcionalistična vila, ki stoji na Cimpermanovi ulici 4 na ljubljanskih Prulah.
Velja za eno najpomembnejših funkcionalističnih zgradb v Sloveniji.

## Zgodovina
Franc Grivec, profesor teologije na Teološki fakulteti v Ljubljani, je januarja 1934 izbral Franca Tomažiča, nekdanjega Plečnikovega asistenta, da mu naredi načrte za vilo. Pri izdelavi načrtov sta sodelovala še Živko Šumer (statični račun) in Ernest Franz (risanje načrtov). Posamezne dele gradnje so prevzeli obrtniki Dominik Battelino (teraco tlaki), Josip Cihlar (pralna kad), Ciril Habicht (stopnice) in August Agnola (steklarska dela), medtem ko je gradnjo izvedlo podjetje Anton Mavrič.
Gradnja se je končala oktobra istega leta in 25. oktobra 1934 je vilo blagoslovil ljubljanski škof Gregorij Rožman. Vila je imela centralno ogrevanje, plinovod, dvignjeno in pokrito stopnišče do visokega pritličja (glavnega vhoda in posebnega vhda za služinčad), belo pročelje, zaokrožen vogalni balkon in teraso. V kleti so se nahajali prostori za služinčad in pralnica, v pritličju sprejemna soba in jedilnica, v 1. nadstropju spalnica in delovna soba s knjižnico in na terasi arhiv in pokrita shramba.
Med drugo svetovno vojno so hišo zasegli nemški okupatorji. Po koncu vojne je hišo hotela zaseči nova oblast, a je Grivec slednje preprečil s pomočjo Univerze v Ljubljani; vseeno pa so nacionalizirali 250 kvadratnih metrov zemljišča. Hišo je namenil sorodnikom, ki so študirali v Ljubljani.